# Стич, Стивен
Стивен Стич (англ. Stephen P. Stich; род. 9 мая 1943) — американский ученый-философ, специалист по философии разума и эпистемологии, моральной психологии и экспериментальной философии. Доктор философии (1968), заслуженный профессор Ратгерского университета, где преподает с 1989 года, член Американской академии искусств и наук. Лауреат Jean Nicod Prize и Lebowitz Prize (2016), а также первый удостоившийся Gittler Award Американской философской ассоциации.
Степень бакалавра искусств получил в Пенсильвании (1964, Summa Cum Laude с отличием по философии), а доктора философии — в Принстоне. Работал в Мичиганском университете, Университете Мэриленда и Калифорнийском университете Сан-Диего. Читал лекции в более чем 30 странах мира и являлся приглашенным профессором в ведущих университетах США, Великобритании, Австралии, Новой Зеландии и Южной Кореи.
Опубликовал около 200 статей и семь книг, в частности вводный учебник Philosophy: Asking Questions — Seeking Answers, написанный в соавторстве с Томом Дональдсоном и опубликованный издательством Oxford University Press. Более полувека женат на Judith Gagnon Stich.